# Mihaljevci
Mihaljevci (1857 és 1869 között Mihaljevci Ilirski, 1880 és 1900 között Mihaljevci Hrvatski) falu Horvátországban, Pozsega-Szlavónia megyében. Közigazgatásilag Pozsegához tartozik.

## Fekvése
Pozsegától 6 km-re északra, a Pozsegai-medencében, Pozsega és Novi Mihaljevci között fekszik.

## Története
A település feltehetően már a középkorban is létezett. 1412-ben egy királyi ember nevében találunk egy „Myhalouch” nevű települést, mely a mai Mihaljevcivel lehet azonos. A török uralom idején muzulmán horvát lakossága volt. A muzulmánok a török kiűzése idején 1687 körül Boszniába távoztak. 1698-ban „Mihalyevczi” néven 10 portával szerepel a török uralom alól felszabadított szlavóniai települések összeírásában.
 A török uralom alóli felszabadulás után horvát és szerb lakosság települt ide. Később német családok is érkeztek, akik a mai Novi Mihaljevcit alapították meg. 1705-ben 20, 1760-ban 37 ház állt a településen.
Az első katonai felmérés térképén „Dorf Mihalievczi” néven látható. Lipszky János 1808-ban Budán kiadott repertóriumában „Mihalievczi (Mali)” néven szerepel. Nagy Lajos 1829-ben kiadott művében „Mihalyevczi (Illyr v. Mihalyócz Rátz)” néven 38 házzal, 256 katolikus és 56 ortodox vallású lakossal találjuk.
1857-ben 235, 1910-ben 325 lakosa volt. 1910-ben a népszámlálás adatai szerint lakosságának 77%-a horvát, 17%-a szerb, 3%-a német, 2%-a cseh anyanyelvű volt. Pozsega vármegye Pozsegai járásának része volt. Az első világháború után 1918-ban az új szerb-horvát-szlovén állam, majd később (1929-ben) Jugoszlávia része lett. 1991-ben lakosságának 89%-a horvát, 8%-a szerb nemzetiségű volt. A településnek 2001-ben 752 lakosa volt.

## Lakossága
| Lakosság változása | Lakosság változása | Lakosság változása | Lakosság változása | Lakosság változása | Lakosság változása | Lakosság változása | Lakosság változása | Lakosság változása | Lakosság változása | Lakosság változása | Lakosság változása | Lakosság változása | Lakosság változása | Lakosság változása | Lakosság változása |
| ------------------ | ------------------ | ------------------ | ------------------ | ------------------ | ------------------ | ------------------ | ------------------ | ------------------ | ------------------ | ------------------ | ------------------ | ------------------ | ------------------ | ------------------ | ------------------ |
| 1857               | 1869               | 1880               | 1890               | 1900               | 1910               | 1921               | 1931               | 1948               | 1953               | 1961               | 1971               | 1981               | 1991               | 2001               | 2011               |
| 235                | 244                | 218                | 244                | 302                | 325                | 328                | 371                | 406                | 403                | 486                | 613                | 639                | 714                | 792                | 752                |